# Togo checoslovaco

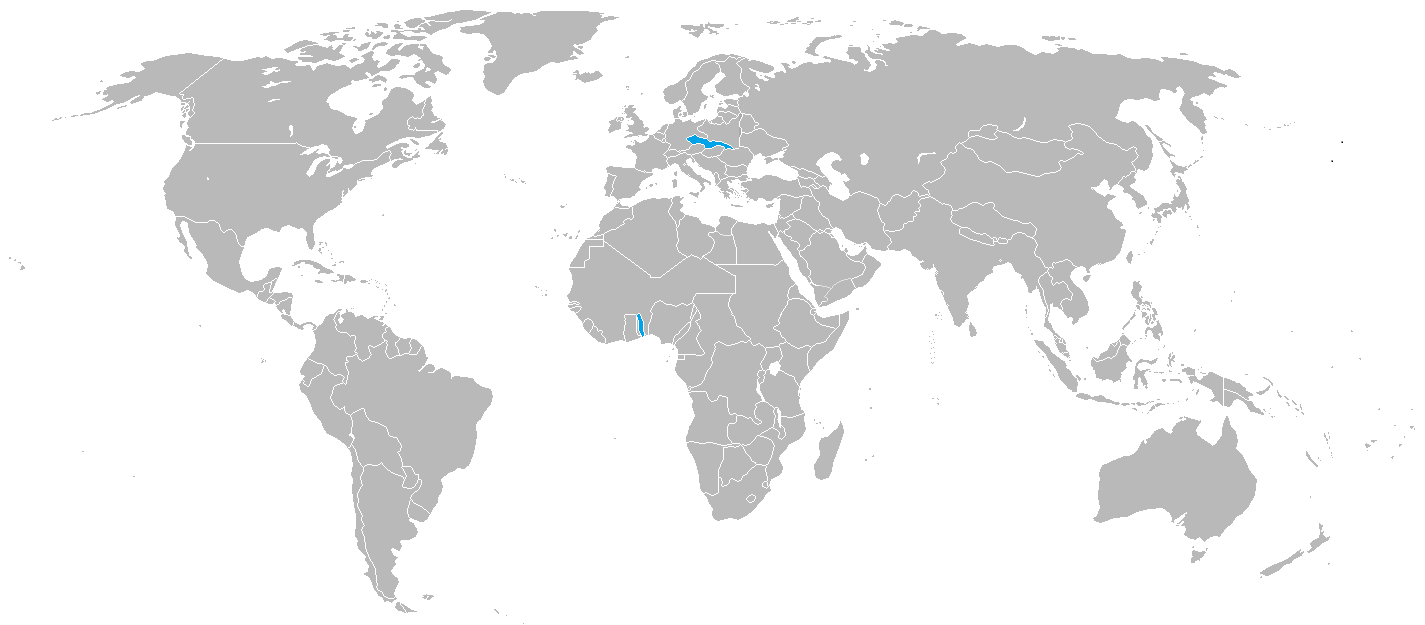
Checoslováquia e Togo num mapa mundial do pós-guerra

Togo checoslovaco (Checo:  Československé Togo, eslovaco: Česko-slovenské Togo) foi um conceito nunca realizado de uma colónia checoslovaca na África Ocidental. O autor desta ideia é considerado ser o aventureiro checo Jan Havlasa, mas por vezes também o orientalista checo Alois Musil ou Emil Holub. É necessário mencionar que os documentos oficiais não mencionam de qualquer maneira a possibilidade de que a região do Togo iria cair sobre a administração da recém estabelecida Checoslováquia, então a ideia de um território ultramarino checoslovaco é vista apenas como um tipo de "desejo" de alguns habitantes na vez de um facto histórico. Na realidade, o Togo pós-guerra foi dividido entre a França e o Reino Unido.

## Contexto histórico
A ideia de estabelecer uma colónia checoslovaca ficou mais próxima depois do final da I Guerra Mundial, quando a Conferência da Paz de Paris com a derrotada Alemanha teve lugar. Aqui foi decidido, entre outras coisas, que o Império Alemão seria despojado dos seus territórios ultramarinos, que incluía o Togo, então conhecido como Togolândia. Em 1919, Havlasa publicou um livreto chamado Colónias Ultramarinas Checas (checo: České kolonie zámořské) no qual identificava o Togo como o território mais adequado para colonização. Uma das razões do porquê desta área se tornar numa colónia checoslovaca era o facto da população do Togo na antiga colónia alemã em 1912 ser pouco mais de um milhão e a área ocupada ser um terço da Checoslováquia (para dar uma ideia, a área checoslovaca era 140,446² na altura da sua criação, enquanto a do Togo atual é de 56,789²), então foi julgado que autoridades checoslovacas não teriam problemas em administrar o território. Isto seria conseguido com a ajuda de legiões checoslovacas experientes voltando à Sibéria pelo Oceano Pacífico e pelo Atlântico, enquanto o Togo ainda tinha administração e ordem colonial parcial deixada dos alemães, que estavam familiarizados com os checos, que tinham vivido na área alemã por vários séculos. Existiam mais de 60,000 legionários checoslovacos em trânsito na altura.

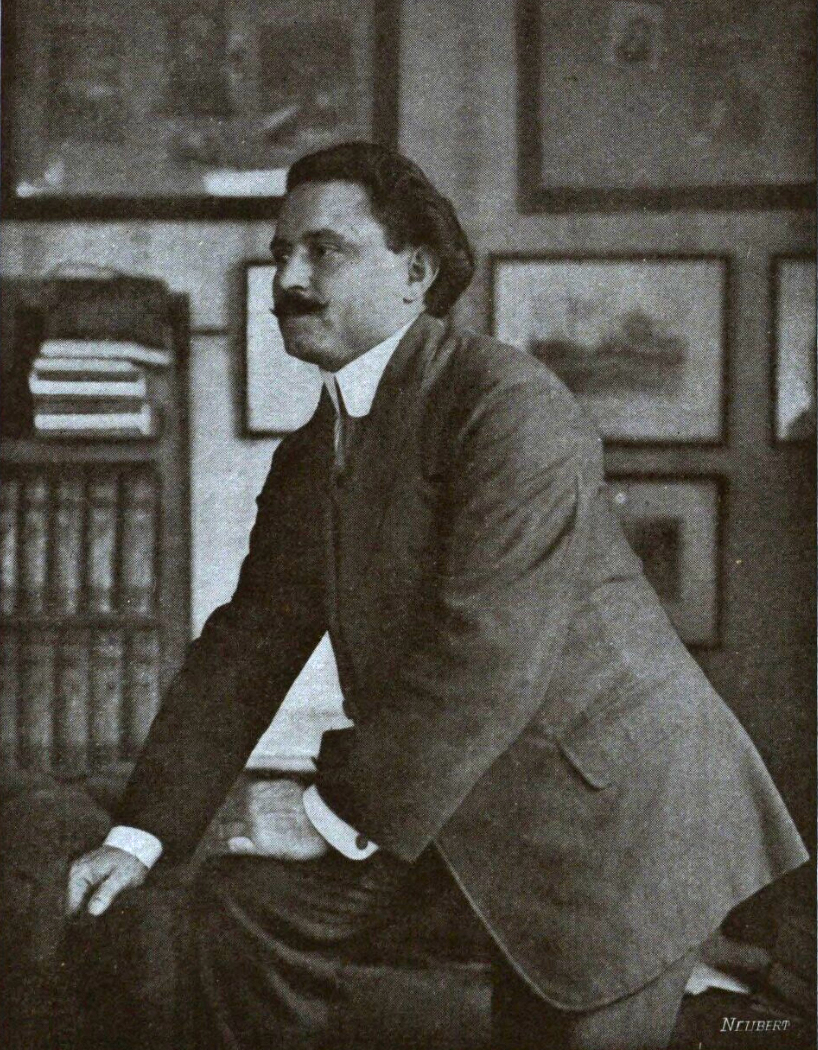
Jan Havlasa também teve a ideia que a Checoslováquia podia participar na colonização da Nova Guiné
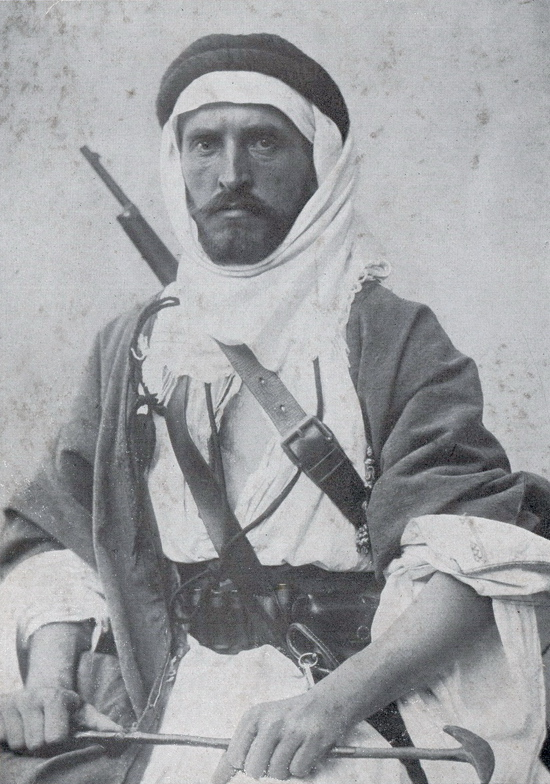
Alois Musil, junto com Jan Havlasa, foi um dos principais promotores do governo checoslovaco se tornar ativo no estrangeiro

## Possível administração
Se o Togo tivesse de facto se tornado numa colónia da Checoslováquia, acredita-se que o minério de ferro e outros bens como cacau, café, milhete e cabedal poderiam ser importados de lá para o porto checoslovaco na Alemanha, que parecia ser um grande benefício para as fábricas checoslovacas. Alguns viajantes, como Vilém Němec, teve a ideia de que grandes empresas como a Škoda ou ČKD poderiam-se envolver na colónia e construir fábricas lá, assim usando a força de trabalho local. Outros proponentes da ideia previram que a população local seria educada com a ajuda de professores checos, parecido ao que tinha acontecido em Transcarpátia. No Togo, checoslovacos também enfrentavam doenças típicas do continente africano, como tripanossomíase africana, febre amarela e malária.

## Selos postais alemães
Existem casos de quando superimposições de Č.S.P. apareceram nos postais coloniais alemães do Togo. A origem desta modificação é desconhecida, podia ter sido uma modificação privada (Č.S.P. como uma abreviação do Correio Checoslovaco) por um autor desconhecido em algum excedente dos selos alemães.